# Macroteleia mira
Macroteleia mira är en stekelart som beskrevs av Muesebeck 1977. Macroteleia mira ingår i släktet Macroteleia och familjen Scelionidae. Inga underarter finns listade i Catalogue of Life.